# Pandora (vệ tinh)
Pandora (/pænˈdɔːrə/ pan-DOHR-əpan-DOHR-ə; tiếng Hy Lạp: Πανδώρα) là một vệ tinh bên trong của Sao Thổ. Nó được khám phá vào năm 1980 từ những bức ảnh chụp bởi tàu vũ trụ Voyager 1, và được đặt ký hiệu tạm thời là S/1980 S 26. Vào cuối năm 1985, nó được đặt tên chính thức theo Pandora từ thần thoại Hy Lạp. Nó cũng được đặt ký hiệu là Saturn XVII.
Pandora đã từng được nghĩ rằng là một vệ tinh vành đai rìa ngoài của Vành đai F. Tuy nhiên, các nghiên cứu gần đây chỉ ra rằng nó không có vai trò như thế, và rằng chỉ duy nhất vệ tinh Prometheus, vệ tinh vành đai rìa trong, góp phần cho sự giam hãm của vành đai hẹp. Vệ tinh này bị va chạm bề mặt nặng hơn nhiều so với vệ tinh Prometheus ở gần đó, và có ít nhất hai hố va chạm lớn có đường kính 30 kilômét (19 mi). Phần lớn các hố va chạm trên vệ tinh Pandora đều nông vì là kết quả của việc bị lấp đầy các mảnh vỡ. Các ngọn núi và các khe rãnh cũng xuất hiện trên bề mặt vệ tinh này.
Quỹ đạo của Pandora có vẻ lộn xộn, vì là kết quả của một chuỗi gồm 4 cộng hưởng chuyển động đều 118:121 với vệ tinh Prometheus. Những biến đổi đáng kể nhất trong quỹ đạo của chúng xảy ra xấp xhir mỗi 6,2 năm, khi cận điểm quỹ đạo của Pandora xếp thẳng hàng với viễn điểm quỹ đạo của vệ tinh Prometheus và các vệ tinh lại gần trong khoảng 1.400 kilômét (870 mi). Pandora cũng có cộng hưởng chuyển động đều 3:2 với vệ tinh Mimas.
Với mật độ rất thấp và suất phản chiếu khá cao, có vẻ như có khả năng Pandora là một thiên thể phủ băng hết sức xốp. Tuy nhiên, có rất nhiều sự không chắc chắn trong những giá trị này, nên điều này vẫn còn cần phải được xác nhận trong tương lai.

## Hình ảnh

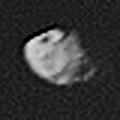
Hình ảnh chụp Pandora từ tàu Voyager 2 (tháng 8 năm 1981).
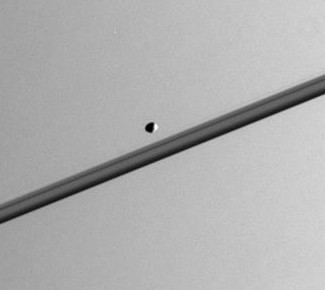
Pandora khi nhìn từ tàu vũ trụ Cassini vào năm 2005; vành đai Sao Thổ ở đằng sau.
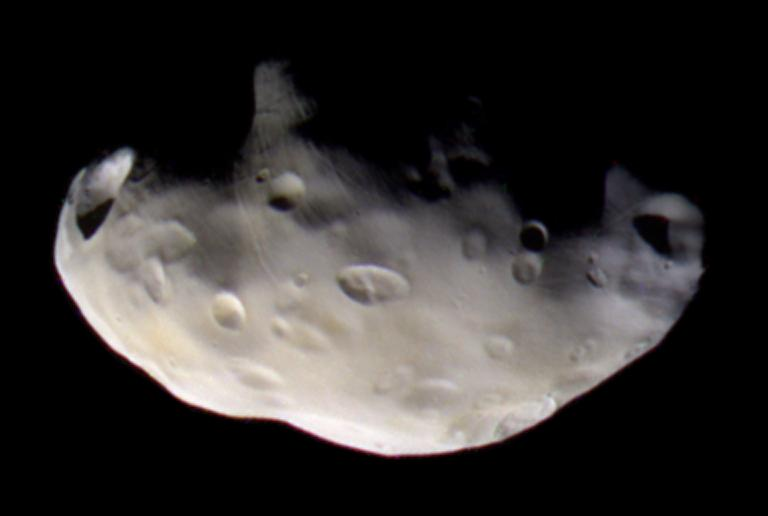
Hình ảnh vệ tinh, chụp khi tàu Cassini bay ngang qua vào tháng 9 năm 2005.
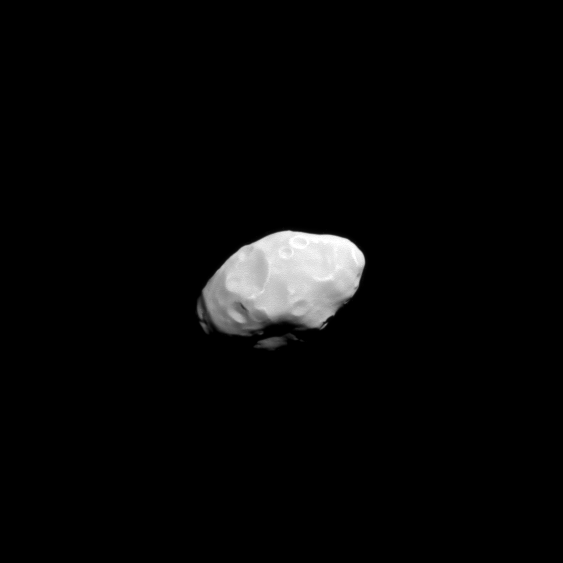
Cassini chụp gần vệ tinh Pandora của Sao Thổ khi nó bay ngang qua vào 3 tháng 6 năm 2010.